# Войтовцы (Гродненская область)

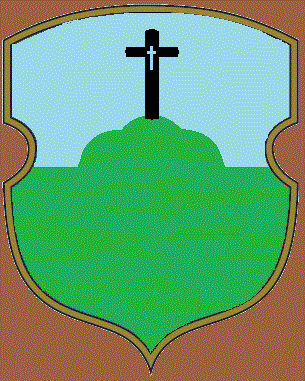
Герб деревни Войтовцы

Войтовцы (бел. Войтаўцы) — деревня в Гродненском районе Республики Беларусь.

## География
Располагается в западной части Беларуси 21 км от города Гродно, 8 км от посёлка Сопоцкин, вблизи границы с Польшей и Литвой (14 км в обоих направлениях).
Общая площадь земли 30,2 га, протяжённость границ — 8 км 590 м. Деревня входит в состав СПК «Заречный-Агро», Сопоцкинского поссовета, граничит с землями деревень Селивановцы, Беличаны, Шинковцы, Самборы. Протекает небольшая речушка Крыница протяжённостью более 1 км.

## Население
Население на 2022 год — 23 человека, в 2018 году — 26 человек, в 2010 году — 45 человек, в 2000 году — свыше 65, в 1980 году — более 100 человек, по переписи 1880 года Королевства Польского — 164 жителя, а в 1827 году — 116 жителей.

## История
Войтовцы — одна из стародавних деревень Гродненщины.
Первые упоминания в 1713 − 1714 годах. Вероятное происхождение от слова Войт — то есть Войт — глава в сельской местности, салтыс.
Есть версия, что деревня произошла от польского мужского имени Войтех (Войтак): якобы жил в этих краях печник Войтак, который славился своим умением мастерить печи.
По летописи 1827 года деревня в составе Королевства Польского, Сувальского воеводства, Августовского повета, гмины Баля Велька, парафия Гожа-Сильвановце. В 1744 году в парафии Баля Кастельна. В конце 50-х годов двадцатого столетия в деревне проживало около 150 человек. В наше время, в деревне, на дачный период население удваивается по численности за счёт приезжих — может числиться свыше ста человек. Сама деревня Войтовцы делится на три района — Двор (Новая деревня), Вёска (Старая деревня) и Калёня (Хутор). Главная достопримечательность Войтовцев — гора (холм) с католическим крестом на возвышенности — это и главная символика в гербе деревни. В довоенные годы существовала школа `семилетка`, учителями в одно время были пан Ян Кривицкий со своей супругой Анной Кривицкой.

## Боевые действия в годы Великой Отечественной войны
С 23 июня по 29 августа 1944 года войска Второго Белорусского Фронта участвовали в сражении белорусской стратегической операции «Багратион». В конце июля одни из боевых освободительных операций происходили северо-западнее города Гродно.
21 июля в 9:00 утра 50-я армия под командованием генерала-полковника Болдина И. В. с силами 69 и 81 стрелковых корпусов, при поддержке 6-19 танков и самоходных орудий, отразив до 12 контратак фашистских войск овладели несколькими населёнными пунктами. В 18:00 армия вела бои на рубеже деревень Шимковцы, Войтовцы, Сильвановцы, а также восточнее окрестностей Лойки, Баля Церковна (сейчас Заречанка) и деревень Головичи, Соловьи и Жидовщизна. Советские войска двигались вперёд, нанося противнику сокрушительные потери.
22 июля, в течение дня, частями 69-го стрелкового корпуса, бойцы 50-й армии отражали контратаки противника силою до батальона пехоты с 4-10 танками и под давлением части 324 стрелковой дивизии оставили деревни Войтовцы и Шимковцы.
Таким образом, датой освобождения деревни Войтовцы от немецко-фашистских захватчиков следует учитывать 22 июля 1944 года.

## Герб деревни

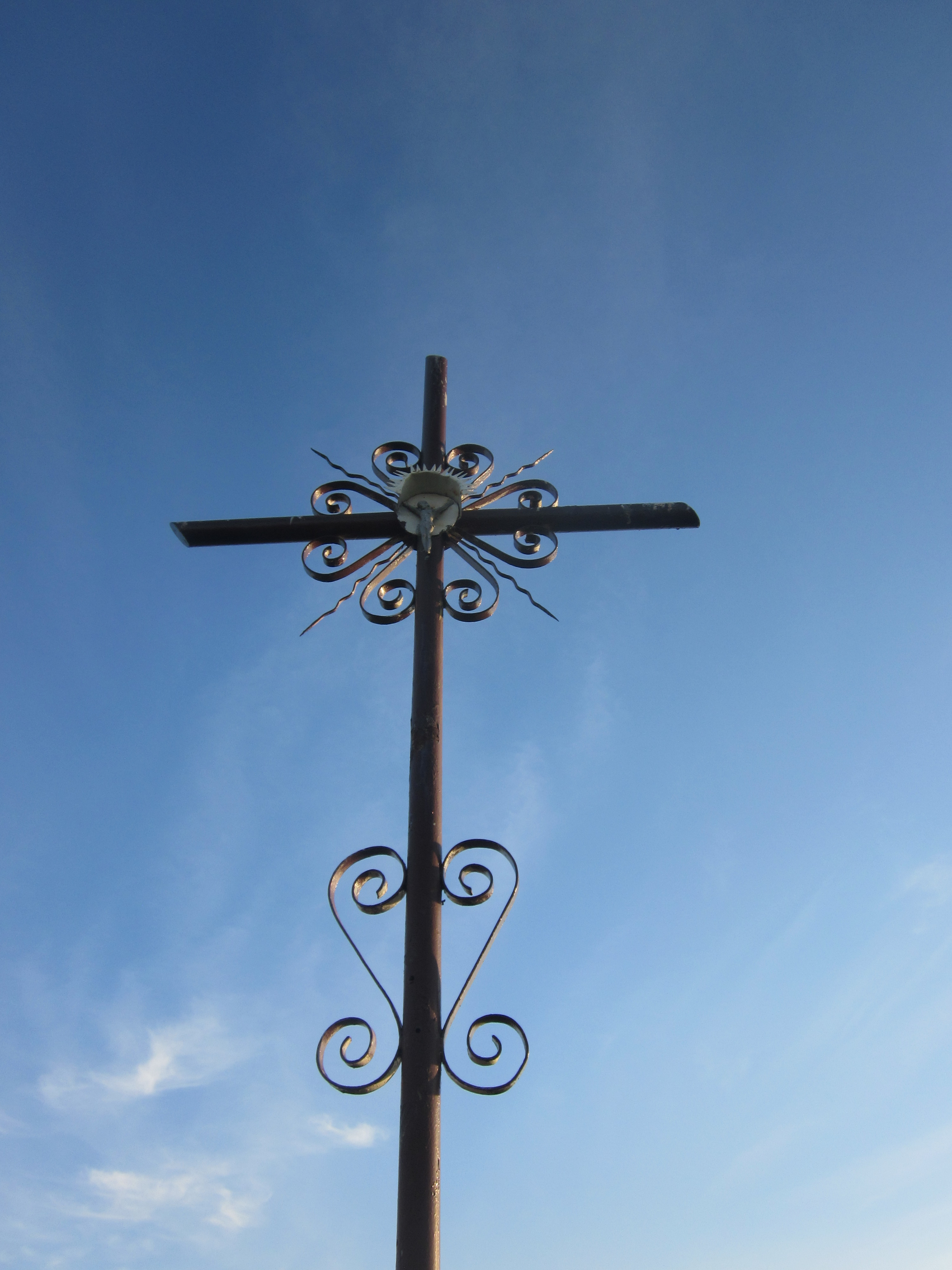
Войтовский символ — католический крест

Герб Войтовцев практически разделён двумя цветами: голубым и зелёным. Голубой цвет означает — лазурь, небо, то есть Святой Дух, символ бессмертия. Зелёный цвет символизирует зелень, природу — это цвет надежды и радости. В центре герба расположен холм зелёного цвета с тремя возвышенностями — это Хвойна (место заросшее хвойными деревьями). Посреди холма возвышается католический крест или крыж (польск.-Krzyz) — так привычно называют местные жители — символ вечной жизни после смерти.

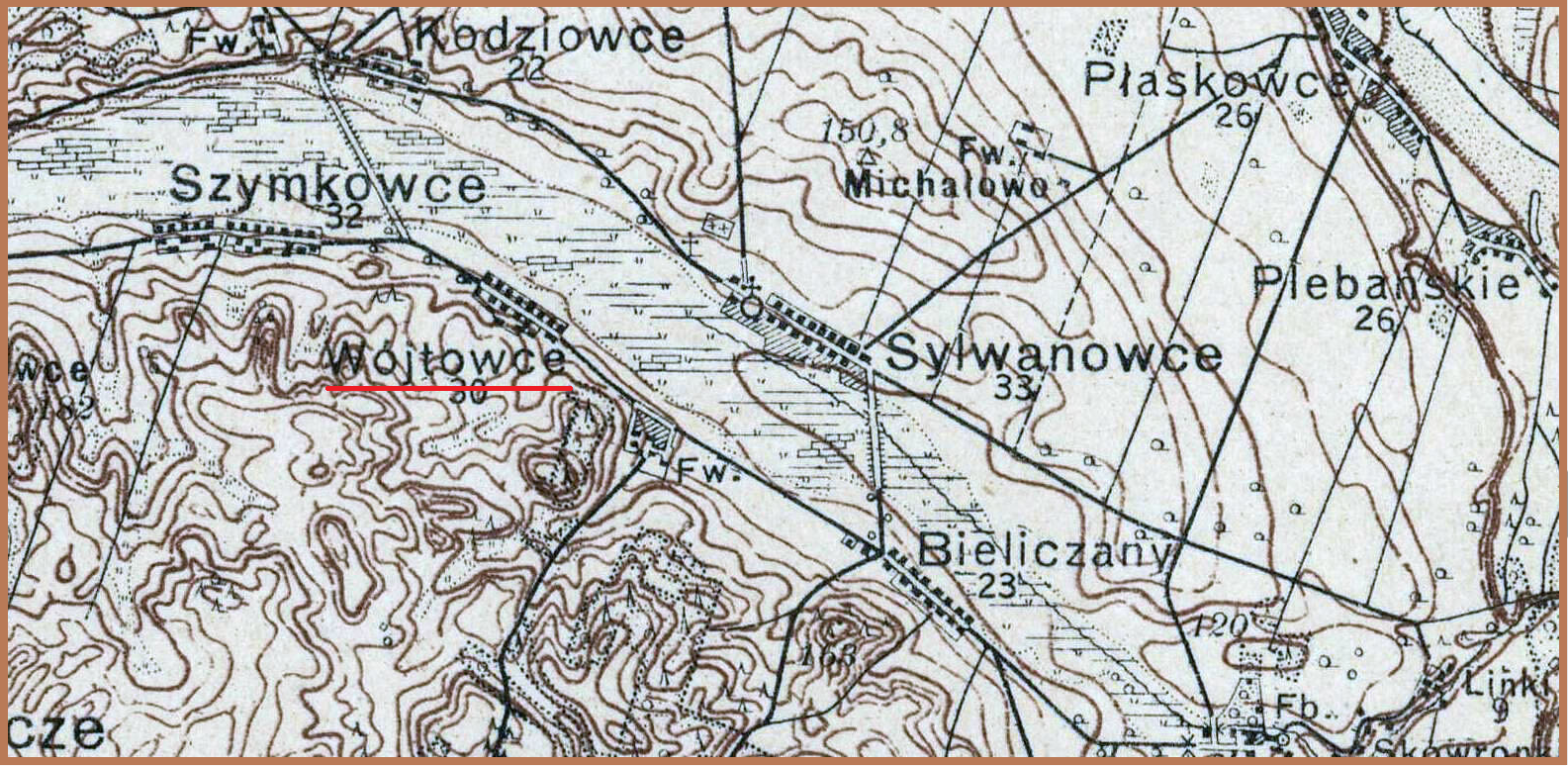
Войтовцы на польской карте 1928 года

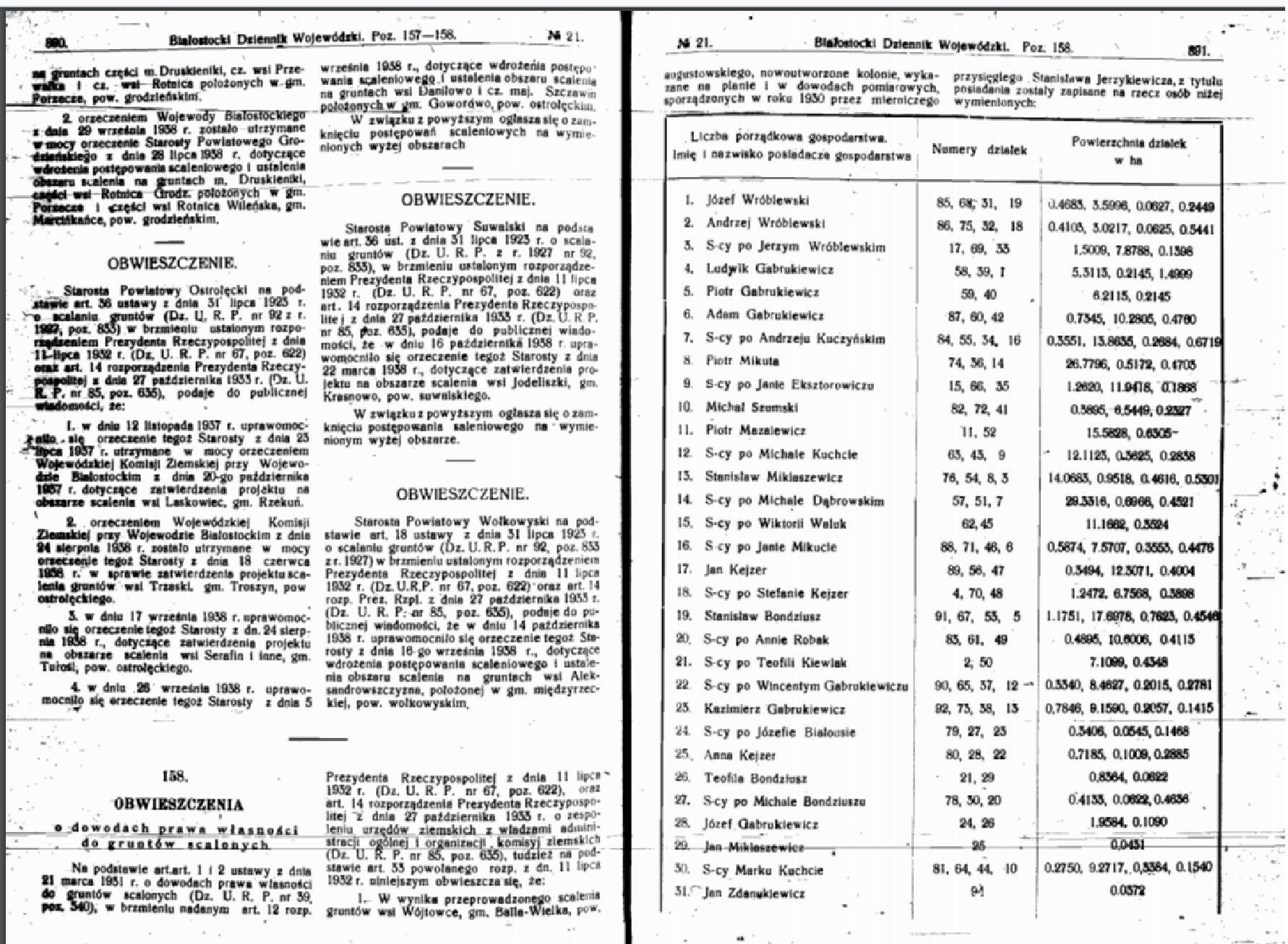
Фамилии жителей деревни в польском журнале Dziennik Urzędowy Województwa Białostockiego 1938.